# Константиновский сельский совет (Пологовский район)
Константиновский сельский совет (укр. Костянтинівська сільська рада) — входит в состав
Пологовского района
Запорожской области
Украины.
Административный центр сельского совета находится в 
с. Константиновка.

## История
- 1790 — дата образования.

## Населённые пункты совета
- с. Константиновка
- с. Решетиловское
- с. Чумацкое